# Cássio Oliveira
Cássio Barbosa de Oliveira – brazylijski zapaśnik walczący w stylu wolnym. Zajął dziesiąte miejsce na mistrzostwach panamerykańskich w 2018. Srebrny medalista mistrzostw Ameryki Południowej w 2015 i 2019, brązowy w 2017 roku.